# کاکل‌فری کلاه‌پوش
کاکل‌فری کلاه‌پوش (نام علمی: Pauxi pauxi) نام یک گونه از سرده کاکل‌فری‌های کلاه‌پوش است.